# 亨利·墨菲

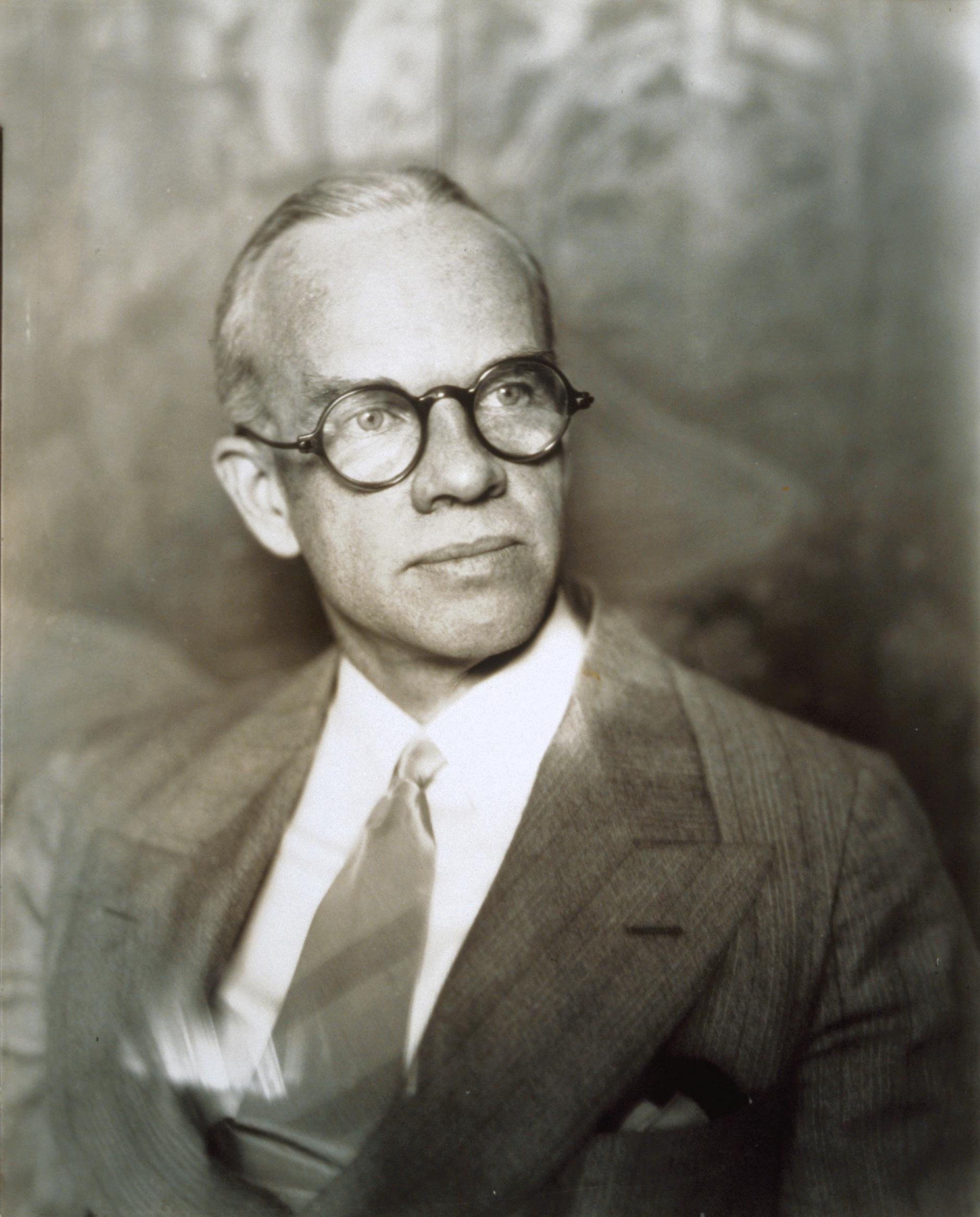
亨利·墨菲

亨利·基拉姆·墨菲（英語：Henry Killam Murphy，1877年8月19日—1954年10月12日），又译茂飞，美国建筑设计师，他曾在20世纪上半叶在中国设计了雅礼大学、清华大学、福建协和大学、金陵女子大学和燕京大学等多所重要大学的校园，并主持了国民政府南京的「首都计划」，是当时中国建筑古典复兴思潮的代表性人物。

## 生平活动

### 美国
1877年，亨利·墨菲出生于美国康涅狄格州，父亲是约翰·墨菲（John Murphy），母亲是爱丽丝·布顿·吉拉姆（Alice Button Killam）。1895年，亨利·墨菲从康涅狄格州纽黑文的著名私立学校霍普金斯学校毕业，考入耶鲁大学。1899年，他从耶鲁大学建筑系毕业，1906年获美术学士学位（Bachelor of Fine Arts），见耶鲁大学图书馆资料（页面存档备份，存于）。1900年，他来到纽约，1908年在麦迪逊大街开办了自己的建筑设计所。到1913年，墨菲和合伙人达纳(Richard H.Dana,Jr.)在纽约州和家乡康涅狄格州初步建立起可靠的商业信誉。他在这一时期进行了一些校园规划，所运用的风格多种多样：在纽约州的新罗歇尔学院(The College of New Rochelle)中采用的是哥特式建筑风格，而在康涅狄格州温莎镇的卢密斯学院(Loomis Chaffee，1912年)的设计中又采用了殖民地复兴风格。但这一时期的亨利·墨菲，仍属于“一个不知名的美国建筑师”（Cody）。

### 中国
1914年5月下旬，墨菲来到中国，这是他一生事业的重要转折点。
义和团运动之后，一部分在华基督教差会，主要是美国北方的美以美会、美北长老会、美国公理会以及美国圣公会，调整传教重点，开始在教育方面投入大量精力及资金，尤其重视教会大学的建设。墨菲抓住这一机遇，陆续为在中国南北各省传教的基督教差会规划设计了多所教会大学的校园：长沙雅礼大学、福州福建协和大学、南京金陵女子大学、北京燕京大学以及广州岭南大学的部分建筑。由于这些基督教差会都希望减小中西文化差异给传教带来的阻力，因此倾向于在建筑方面表现出基督教对中国文化的适应性。所有这些校园虽然分布在南北不同地域，却全部都采用了中国古典建筑的风格。这与同一时期中国国立大学普遍采用西式建筑风格形成了有趣的对比。
除了设计教会大学以外，墨菲还进行了北京清华学堂校园的整体规划和四大建筑的设计，以及位于上海郊外江湾的私立复旦大学校园的规划设计；前者规格较高，属于地道的西洋风格，后者规模较小，基本上也属于中国古典风格。
1918年7月在上海外滩开办了个人事务所，作为他在上海的分公司。
1928年，墨菲受到蒋中正的注意，受聘担任南京国民政府的建筑顾问，主持制定了1929年南京的首都规划，并在南京等地设计了一批建筑作品，如紫金山国民革命军阵亡将士公墓纪念塔、堂和南京国民政府铁道部大楼，都属于政府机构的官方建筑，继续采用中国复古形式。此外，这一时期负责设计南京中山陵和广州中山纪念堂两大建筑的中国建筑师吕彦直也是墨菲的助手和门生。

### 回国
1935年，墨菲退休，回到美国康涅狄格州布兰德福德他自己设计的住宅。他还在佛罗里达州的克罗尔加布尔斯设计了一个有8个家庭的小型的「中国村」（Chinese village）。1949年，他在72岁时第四次结婚。1954年在家中逝世。

## 主要作品

### 美国
- 纽约州，新罗歇尔（New Rochelle）学院
- 康涅狄格州温莎镇，卢密斯学院（Loomis Chaffee，Loomis Institute）
- 康涅狄格州，温莎儿童学校
- 康涅狄格州，耶鲁大学菲利浦斯（Philips）住宅
- 康涅狄格州，霍普金斯大學校园规划

### 中国

#### 北京清华学堂整体规划及四大建筑

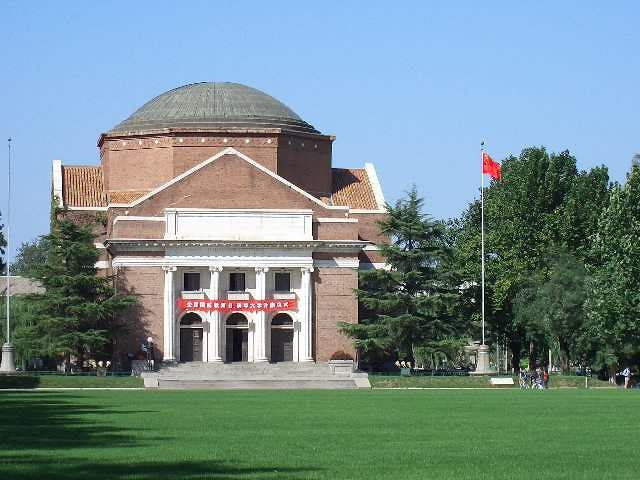
清华大礼堂

清华学堂是1911年利用美国退还的庚子赔款成立的一所留美预备学校。该校的基地原是清朝皇子奕誴的清华园（俗称“小五爷园”）。1914年，墨菲設計了清华校园总体规划，保留了原有的少量旧建筑（工字厅），并设计了早期清华学堂的4大建筑：大礼堂、科学馆、图书馆、体育馆。这组建筑均采用了西式风格，并为清华大学以后的建筑风格定下了基调。2001年，清华大学早期建筑被列为全国重点文物保护单位，序号5—476。

#### 长沙雅礼大学整体规划和建筑设计
这所大学完全是美国耶鲁大学学生受到1900年义和团运动刺激的产物，因为那一年在中国被杀的传教士中有不少都是耶鲁的校友。1901年，一批青年学生组织了专门前往中国传教的组织雅礼会（Yale Mission in China），并派遣德本康（Lawrence Thurston）来中国考察了2年，最终选择了位于华中的湖南长沙作为中国工作的基地。湖南省曾是中国排斥基督教最激烈的一个省份。1906年，他们先租借民房开办了长沙雅礼学校（高中程度的预科学校），到1914年，正式成立雅礼大学（College of Yale-in-China），开始招本科生。雅礼聘请墨菲来为位于北门外麻园岭的新校园进行规划设计。
雅礼大学的校方希望墨菲建造一所比以往的在华教会大学更加中国化的校园。在此之前，由极富声望的芝加哥帕金斯、佛罗斯和汉密尔顿（Perkins,Fellows & Hamilton）建筑事务所设计了济南齐鲁大学和上海圣约翰大学的校园建筑，都模仿了中国建筑宽阔的大屋顶，但却忽视了支撑巨大屋顶重量的斗拱结构，中国式的大屋顶直接架设在西式平面之上，因此仍有一些遗憾之处。雅礼大学的业主和建筑师都希望能够建造得更加原汁原味，于是用混凝土模仿建造中国的木结构柱子，用铁件制造中国的花格窗。许多评论认为，雅礼大学在建筑中国化方面有了明显的突破。当然这样做也加大了成本，花费了很多时间。
1914年7月，墨菲完成雅禮校園規劃設計。1919年，雅礼大学迁往新校园，并于1920年继续完成了科学馆。1926年，湖南成为大革命反帝运动的中心，教会受到严重冲击，雅礼大学被迫停办，1929年合并于武昌华中大学。雅礼的校园改办“湘雅医学院”（Hsiang-Ya Medical College），仍然是中国第一流的医学院校，享有“南湘雅，北协和”的美誉。现在这里是中南大学的一个校区。

#### 上海沪江大学整体规划及建筑群
上海沪江大学整体规划是墨菲在华最早的校园规划设计之一。墨菲的设计采用了功能分区方法，对沪江大学的校园道路、校园景观进行了整体规划设计，以东西向大道为界，将校园划分为南侧的小学区、中学区，北侧的教师住宅区，以及东部的大学区。。目前校园内湛恩大道旁的草坪中，树立有校园总体规划设计师亨利·墨菲的塑像。

#### 上海复旦大学整体规划及建筑群
这时，一所由天主教学校震旦大学的退学生组建的私立学校复旦大学在上海北郊的江湾买下一块土地，墨菲主持了校园设计，到1922年春天，复旦大学的新校园已经建成几座别具一格的建筑，包括牌楼式的校门、宫殿式的奕柱堂和登辉堂（今相辉堂）。奕柱堂和登辉堂至今仍在使用，2004年被列为上海市优秀历史建筑。旧校门也被恢复。

#### 福州福建协和大学整体规划及建筑群

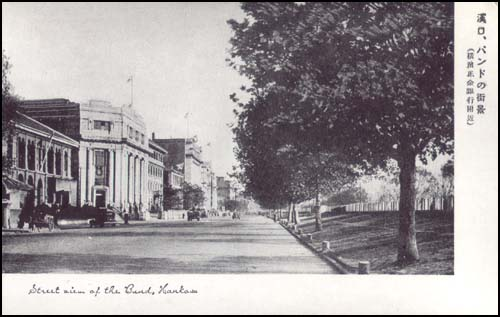
昔日汉口英租界江边街景

福建协和大学是在1916年，由在福建省传教的4个基督教差会——以福州为基地的美国公理会、美以美会和英国圣公会，和以厦门为基地的美国归正会分别开办的4所预科学校：格致书院、鹤龄英华书院、三一书院和寻源书院进行合并，组建而成。最初是租用福州仓山某俄商茶行开课。
1919年，福建协和大学在东郊9千米外的魁岐村买下了一块占地1000亩的土地，聘请亨利·墨菲为新校园进行规划设计。新校园背倚鼓山，面临闽江，数年间在山脚和山腰陆续建造了文学院、科学馆（Edwin C. Jones Memorial Science Hall）及大小30座校舍，建筑面积达16万平方米，主要建筑都采用中国古典大屋顶式样。
1922年学校迁入新址。1951年，传教士撤出中国大陆后，福建协和大学和位于福州的另一所教会大学华南女子文理学院（在福州市仓山区，今福建师范大学处）合并成立福州大学，校址设在原福建协和大学。1952年高校院系合并，这里成为福建农学院的校址。1958年大跃进中迁址到福州西郊，原址改办工厂（福州制药厂）。福建协和大学是过去的教会大学中唯一的今天校园未作教育用途的一个，到2006年，魁岐原协和大学的建筑仍存有14座，其中具有中国古典风格的建筑7座，是福州现存最大的近代建筑群，但这些建筑的保护情况令人堪忧。

#### 汉口花旗银行大楼
美资花旗银行（International Bank Corporation of America）在20世纪初进入中国，在上海站稳脚跟后，随即进入位于中国中心的汉口，选址汉口英租界华昌街（青岛路）江滩，建造分行大楼，西侧紧邻是漢口太古洋行大樓，东侧隔华昌街就是漢口匯豐銀行大樓。墨菲在1919年设计了这幢大楼，1922年竣工。地面有5层，钢筋混凝土结构，建筑面积6153平方米。建筑风格属于简化的古典主义式样，立面三段式构图，2—4层为中段，设贯通3层的6根大型圆柱。现为武汉市公安局某处办公楼。

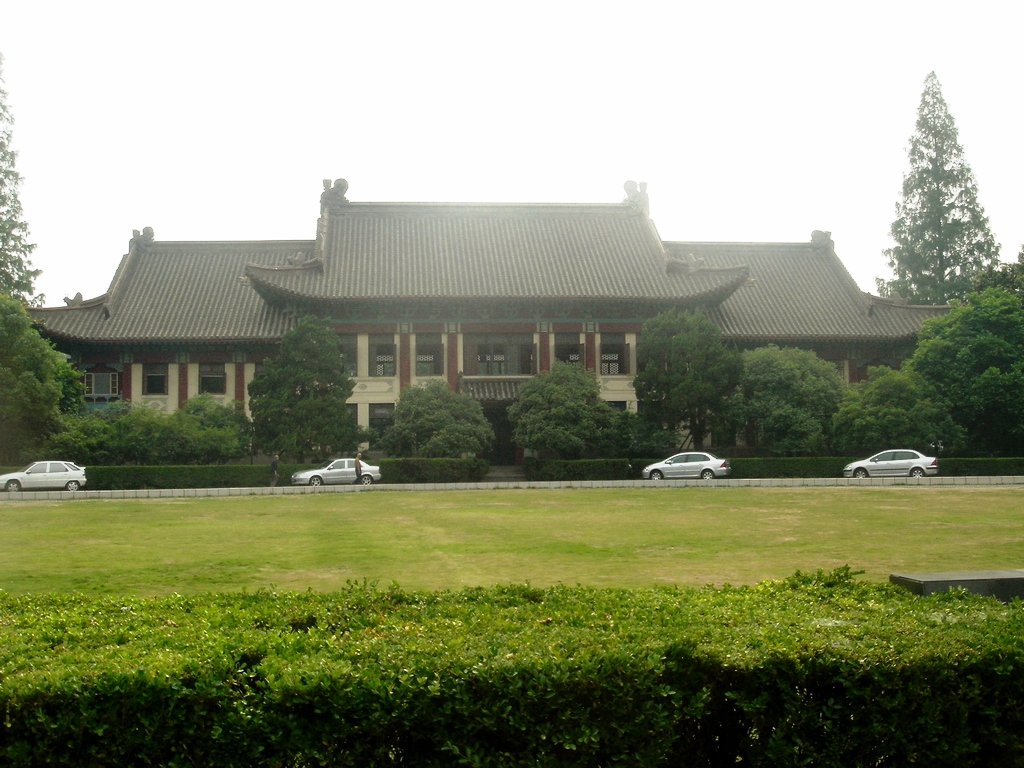
金陵女子大学100号楼

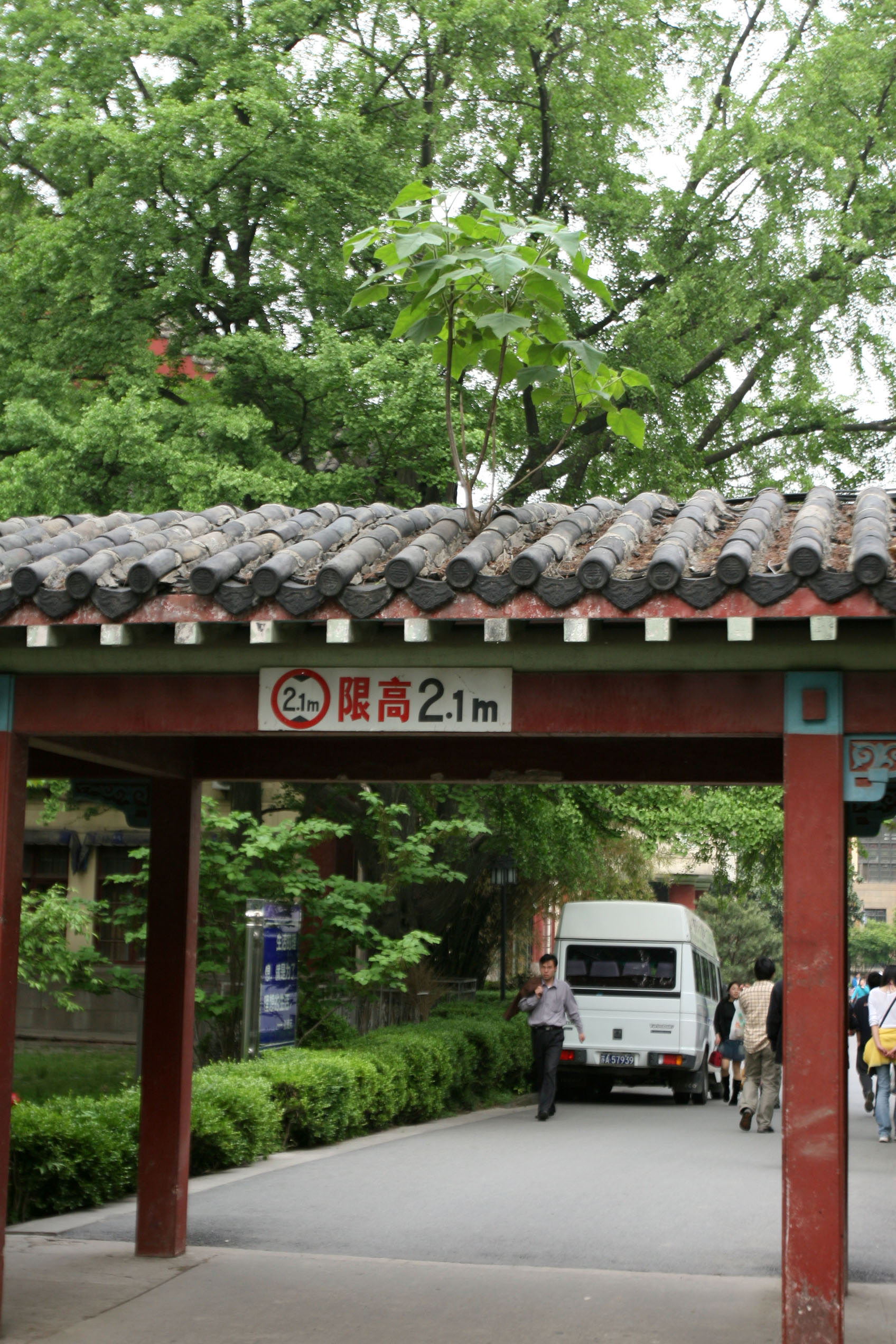
金陵女子大学的古典式游廊

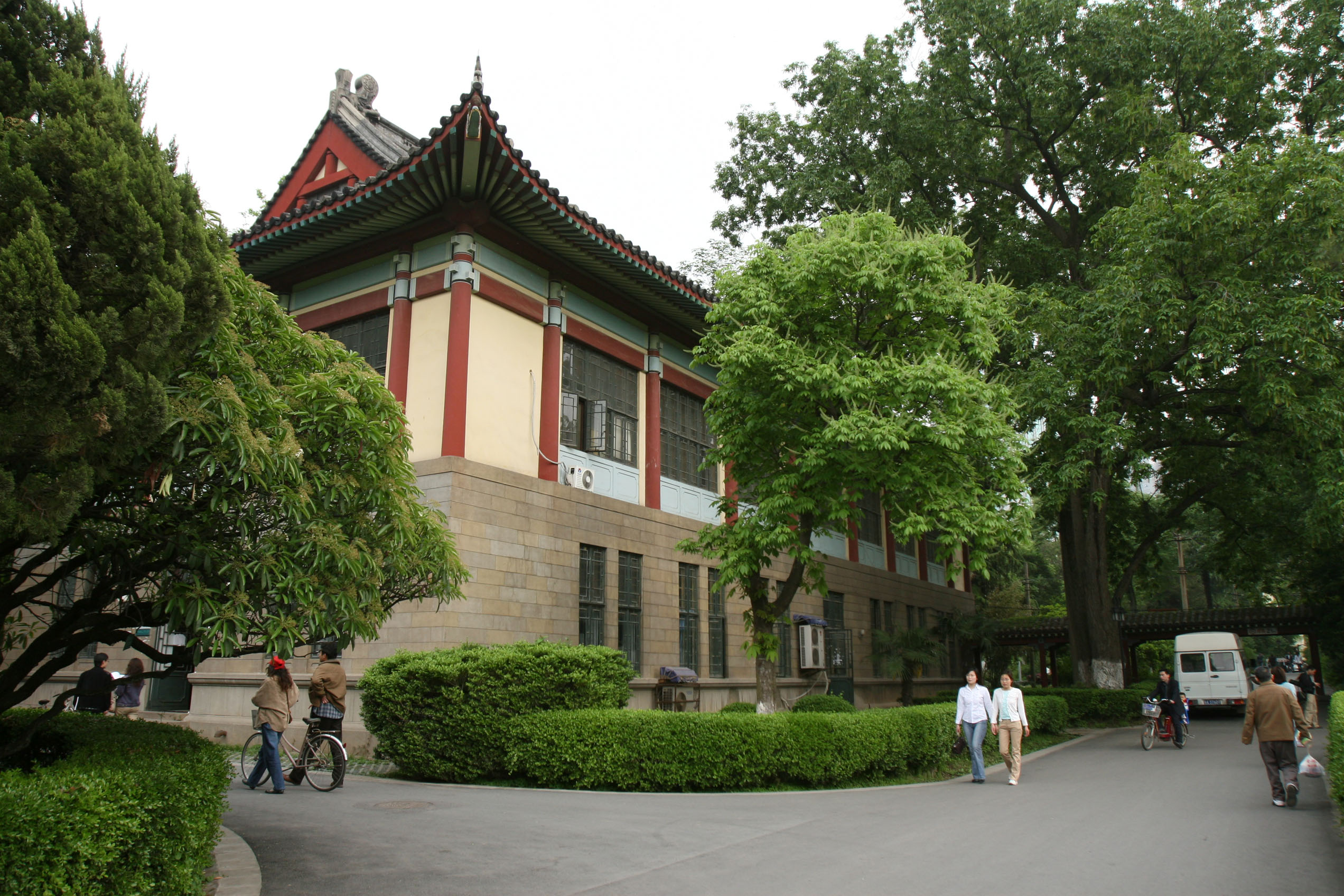
金陵女子大学校园一角

#### 南京金陵女子大学整体规划及建筑群
金陵女子大学是中國第一所女子大學，1915年正式开学，系由5个美國基督教差會——美北長老會、美以美會、监理会、美北浸禮會和基督会联合创办。初期系借用南京绣花巷李鸿章花园旧址为临时校园，校長德本康夫人（Matilda Thurston）在南京城西随园（袁枚旧居遗址）一带买到了一块空地。墨菲受德本康夫人的委托，规划设计了一个风景优美的校园。
整个校园以西部的丘陵（西山）为对景，设计了一条贯穿全校的东西向轴线，主体建筑物均沿这条轴线对称布置。在设计金陵女子大学校园时，墨菲有意借鉴了紫禁城的设计手法，入口部分采用长长的通道以加强空间的纵深感，随后展开一个宽阔的空间（大草坪），形成纵横对比，经过正面高大的主体建筑（100号楼），后面是以人工湖为中心的花园，最后，中轴线的西端结束于西山制高点的中式楼阁。金陵女子大学的建筑造型均采用中国古典宫殿式建筑风格，互相之间均以中国古典式外廊相连接。到1923年金女大正式迁入时，已经完成了7幢宫殿式的建筑：100号楼（会议楼，1431平方米）、200号楼（科学馆，1541平方米）、300号楼（文学馆，1492平方米）、400号—700号楼（4幢学生宿舍，共4603平方米）。
1951年，在华传教士撤退，中国政府接管教会大学，将金陵女子大学并入金陵大学，次年在院系调整中，金陵大学也被撤消，并将南京大学（原中央大学）分割成数所大学，其中的南京师范学院（后更名为南京师范大学）进驻原金陵女子大学校园。现在，金陵女子大学的旧址是南京师范大学的随园校区。2006年，金陵女子大学旧址被列为全国重点文物保护单位，序号6—934。

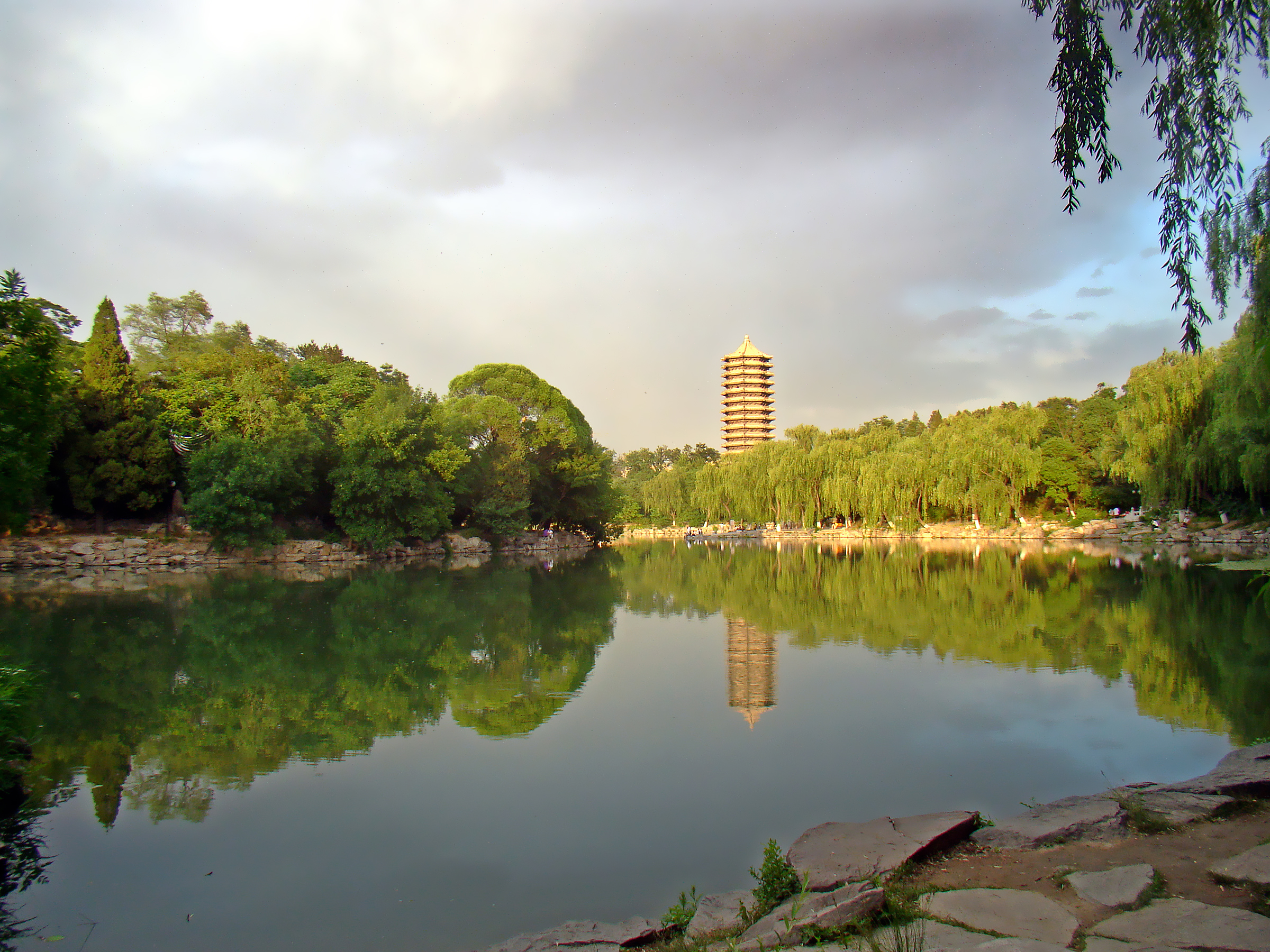
燕京大学未名湖和博雅塔

#### 燕京大学总体规划及建筑群
燕京大学的源头是华北地区的三所教会学校：北京崇文门内美以美会的汇文大学（Peking University）、通州华北协和大学（前身是美国公理会潞河书院）和北京灯市口佟府夹道的华北协和女子大学（前身是公理会贝满女塾）。
1921年—1926年，墨菲接受燕京大学校长司徒雷登和副校长路思义的聘请，为燕京大学在海淀的新校园进行总体规划和建筑设计。建筑群全部都采用了中国古典宫殿的式样。燕京大学的东西轴线以玉泉山塔为对景，从校友门经石拱桥、华表（取自圆明园废墟），方院两侧是九开间的庑殿顶建筑穆楼和民主楼，正面是歇山顶的贝公楼（行政楼），两侧是宗教楼和图书馆，沿中轴线继续向东，一直到未名湖中的思义亭，湖畔还有博雅塔、临湖轩。东部以未名湖为界，分为北部的男院和南部的女院。男院包括德、才、均、备4幢男生宿舍以及华氏体育馆。女院沿一条南北轴线，分布适楼、南北阁、女生宿舍和鲍氏体育馆。燕京大学建筑群在外部尽量模仿中国古典建筑，在内部使用功能方面则尽量采用当时最先进的设备：暖气、热水、抽水马桶、浴缸、饮水喷泉等等。燕京大学校园被公认为是近代中国规模最大、质量最高、环境最优美的一所校园。
1952年，在院系调整中，燕京大学被撤销，由北京大学进驻原燕京大学校园。2001年，未名湖燕园建筑被列为全国重点文物保护单位，序号5—475。

#### 南京首都规划
1928年，墨菲和他的助手古力治（Emest P. Goodrich）、穆勒（Colonel Irving C. Moller）、麦克考斯基（Therdore T. McCroskey）三人受聘担任南京国民政府“首都建设委员会”的建筑顾问。1929年底，南京的《首都计划》制定完成。
该规划奠定了现代南京的城市格局和基本面貌：浓荫匝地的条条林荫大道，如国府路（今长江路）、中央路、太平路、中华路等，纵横交错，两旁各有两排高大的悬铃木（法国梧桐），郁郁葱葱，遮天蔽日。尤其是规划中首先完成的部分——从下关中山码头直到中山陵全长20公里的迎陵大道，包括今天的中山北路、中山路、中山东路和陵园路，构成南京市的城市发展主轴线。如在新街口、江苏路、莫干路、仙霞路等处设计的8处环岛式街心广场，也是南京的特色景观之一。墨菲一个著名的建议是：保留明代城墙，上面开辟成能行驶小汽车的“高架”环城大道，成为「风景路」，当然这个建议后来未能实现。
这个规划是中国第一个按照现代功能分区理念制定的城市规划，将南京城明确分为几个功能不同的区域，如中央政治区、南京市行政区、公园区、住宅区、商业区、工业区等。规划的中央政治区确定在中山门外、紫金山南麓；市行政区在鼓楼以北的傅厚岗；工业区在长江两岸；住宅区分三个等级，高级别墅区在城西北新区；文化区在鼓楼、鸡鸣寺一带（中央大学、中央研究院）。中央政治区等许多规划设想由于1937年抗日战争爆发未能实现，基本按规划实现的主要是南京城西北的颐和路一带的上层住宅区或“使馆区”。
由于《首都计划》强调“发扬光大固有之民族文化”，因而沿迎陵大道两侧的重要建筑，大部分都是传统大屋顶的宫殿样式，如铁道部大楼、励志社、党史陈列馆、兵工署、中央博物院等；少部分属于中西合璧风格，如中山陵音乐台、中央医院等。

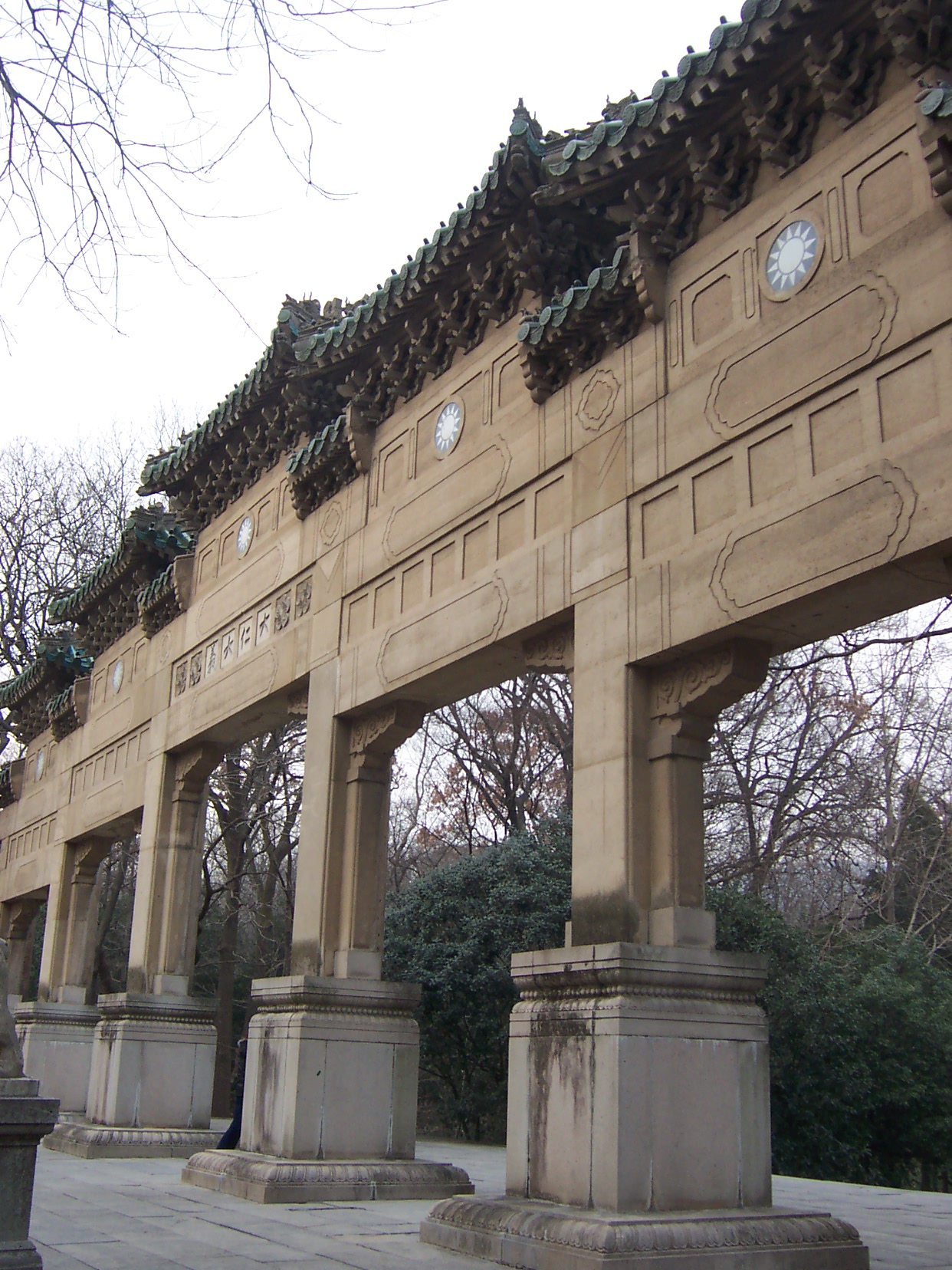
国民革命军阵亡将士公墓牌坊

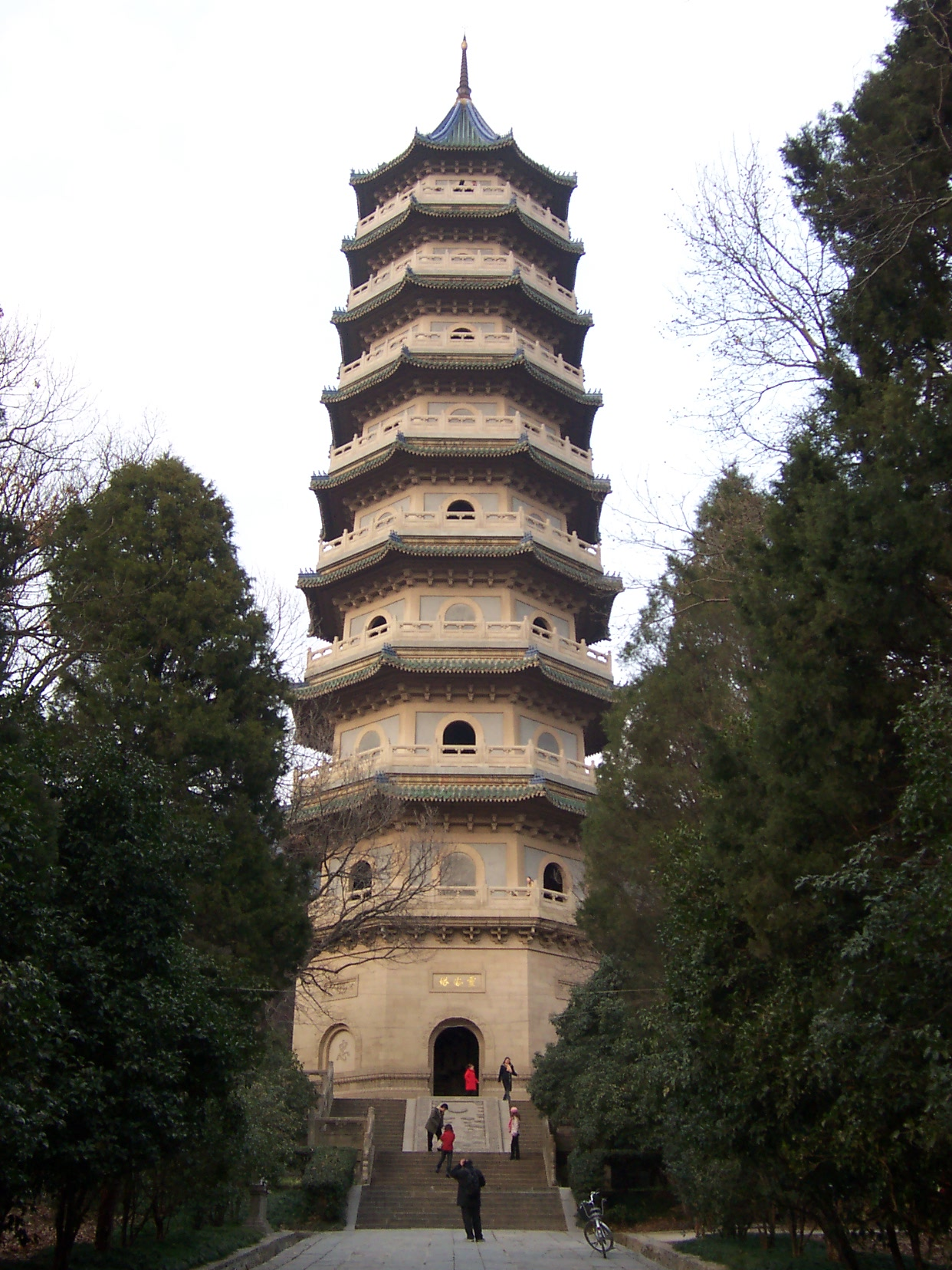
国民革命军阵亡将士纪念塔

#### 南京国民革命军阵亡将士公墓纪念塔、堂
1931年至1935年，南京国民政府在紫金山南麓中山陵以东的灵谷寺旧址上兴建国民革命军阵亡将士公墓，占地约一平方公里，葬有1029名在北伐及淞沪抗战中阵亡的将士。墨菲为公墓设计了南北一公里长的中轴线，从墓门、牌坊、祭堂、第一公墓、纪念馆（松风阁），直到最北部9层高60米的纪念塔，两边对称分列第二公墓和第三公墓，阵亡将士牌坊共分五间，建于42层石阶之上，台基面宽32.7米，进深16.6米，牌坊高10米，钢筋水泥构筑，外镶花岗石，仿造中国传统木结构建筑形式，顶覆绿色琉璃瓦，饰有水泥脊兽，斗拱三级，四角起翘，十分壮观。祭堂由建于1381年(明洪武十四年)的砖石拱券结构建筑无梁殿改造而成。全部建筑按中国传统的民族建筑形式设计。

#### 南京国民政府铁道部大楼
位于南京市中山北路254号，1930年设计，与马路对面的交通部大楼（中山北路305号）遥遥相对。这是一幢精美的中国古典建筑。抗战结束以后改为行政院使用。目前是解放军南京政治学院。

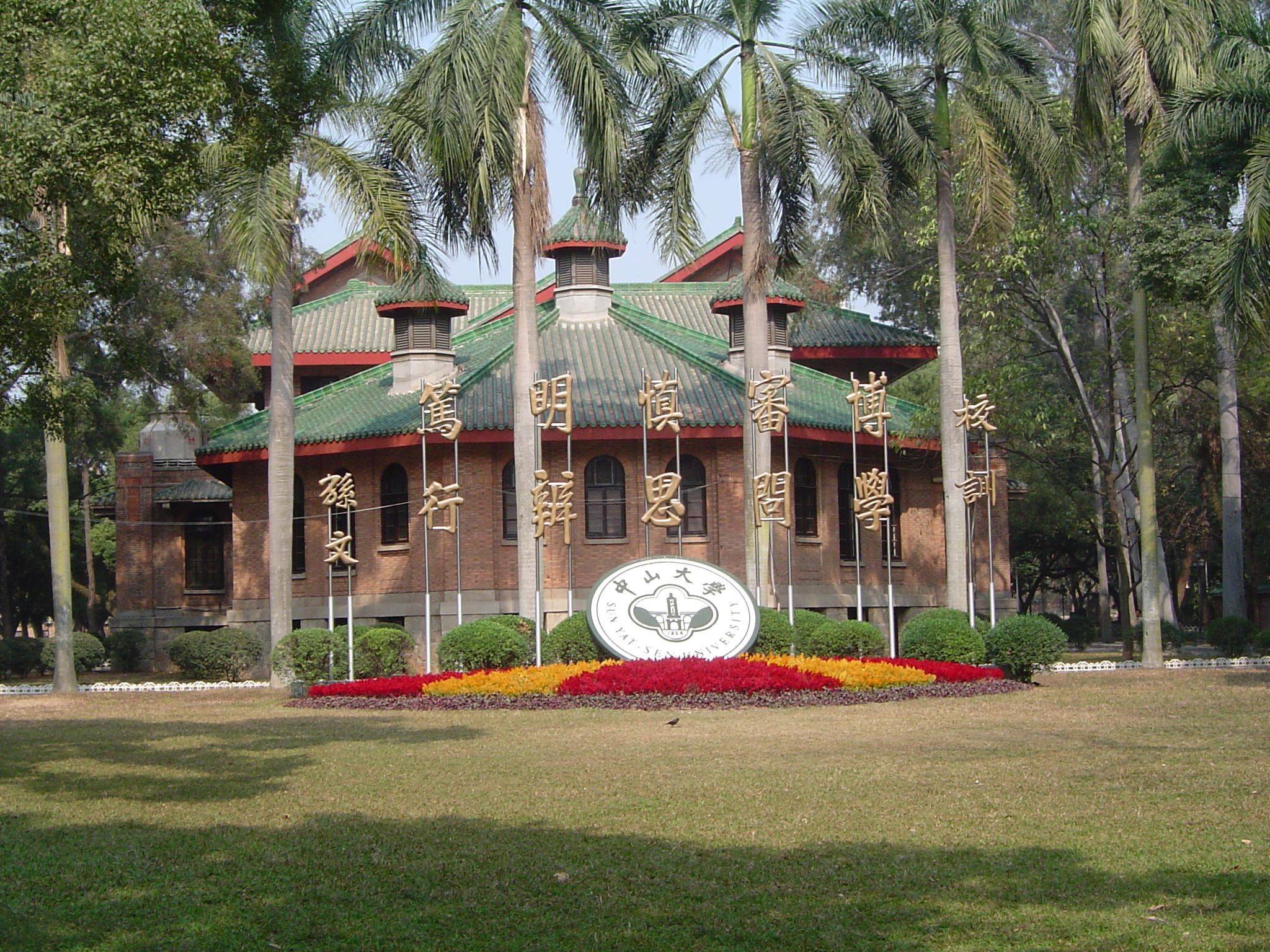
原岭南大学一角

#### 广州岭南大学扩建项目
岭南大学在广州河南（海珠区）康乐的校园始建于1904年，最初建成的一批建筑基本上属于中西合璧风格。1928年－1930年，墨菲为岭南大学设计了惺亭（1928年）、陆祐堂（1930年）、哲生堂（1930年）这三幢风格较为地道的中国古典建筑。1953年以后，原广州岭南大学撤销，校园改由中山大学进驻。康乐园（岭南大学）也被列为广东省文物保护单位。

## 延伸阅读
- Jeffrey W. Cody：Building in China: Henry K. Murphy's "Adaptive Architecture", 1914-1935，香港中文大学出版社、西雅图华盛顿大学出版社，2001年